# Christoph Heinrich Chappuzeau
Christoph Heinrich Chappuzeau (* 1. Januar 1726 in Hannover; † 21. Oktober 1791 ebenda) war evangelisch-lutherischer Theologe und Abt des Klosters Loccum.

## Leben
Christoph Heinrich Chappuzeau, Sohn der Dorothea Elisabeth geb. Huxhagen (1702–1732) und des hannoverschen Hofmedicus Albrecht Ludwig (1686–1748), eines Enkels des französischen Reiseschriftstellers Samuel Chappuzeau, studierte Theologie in Leipzig und Göttingen. 1752 wurde er Pastor in Clausthal. 1759 erfolgte die Ernennung zum Generalsuperintendenten der Generaldiözese Grubenhagen und auf dem Harz. Nach einer kurzen Tätigkeit als Pastor an der hannoverschen Kreuzkirche im Jahre 1755 kam Chappuzeau 1762 erneut nach Hannover und wurde 2. Hofprediger und Konsistorialrat. 1768 wurde er Koadjutor, 1770 Abt des Klosters Loccum. In seiner über 20-jährigen Amtszeit entstanden zahlreiche Neubauten auf dem Klostergelände, insbesondere das 1778 fertiggestellte Konventsgebäude. Er veranlasste ferner zahlreiche Neuanschaffungen für die und eine Neuordnung der Klosterbibliothek.
Sein Sohn Georg Eberhard Anton (1769–1848) aus der Ehe mit Sophia Johanne Flotho (1733–1807) wurde Pastor in Ahlden.